# Mamenchisauridae
Famille
Genres de rang inférieur
- - † ? Bellusaurus
- † ? Chuanjiesaurus
- † Datousaurus
- † ? Eomamenchisaurus
- † Huangshanlong
- † ? Hudiesaurus
- † Mamenchisaurus
- † Omeisaurus
- † Qijianglong
- † ? Tienshanosaurus
- † ? Tonganosaurus
- † Xinjiangtitan
- † Yuanmousaurus
- † Zigongosaurus

Les Mamenchisauridae (mamenchisauridés en français) constituent une famille éteinte de dinosaures sauropodes eusauropodes ayant vécu en Asie au cours du Jurassique. 
Elle a été créée en 1972 par les paléontologues C. C. Young et X. Zhao dans une publication décrivant le genre Mamenchisaurus. Le groupe frère, représenté par les genres Mamenchisaurus et Omeisaurus , regroupe les genres les plus évidents de la famille.
Les fossiles de Mamenchisauridés ont été trouvés en Chine et, récemment, en février 2010, en Thaïlande lors d'une mission paléontologique franco-thaïlandaise relate le chercheur au CNRS Eric Buffetaut.

## Liste des espèces
Cette liste est très variable selon les auteurs : 
- † ? Bellusaurus
- † ? Chuanjiesaurus
- † Datousaurus
- † ? Eomamenchisaurus
- † Huangshanlong
- † ? Hudiesaurus
- † Mamenchisaurus
- † Omeisaurus
- † Qijianglong
- † ? Tienshanosaurus
- † ? Tonganosaurus
- † Xinjiangtitan
- † Yuanmousaurus
- † Zigongosaurus

Des fossiles de Mamenchisaurus et d'Omeisaurus ont été retrouvés dans une strate datée de l'Oxfordien, de 161,2 à 155,7 millions d'années (Ma), de la formation géologique de Shangshaximiao. Ceux de Chuanjiesaurus datent de 175,6 à 161,2 Ma, alors que ceux d'Eomamenchisaurus ont été retrouvés dans la formation de Zhanghe et dateraient de 175,6 à 161,2 Ma. Les fossiles de Tonganosaurus sont encore plus vieux et remonteraient au début du Jurassique inférieur (Pliensbachien et Toarcien).

## Paléobiologie
Une étude histologique des os longs d'un mamenchisauridé non nommé, référencé SGP 2006/9, a permis à E. M. Griebeler et ses collègues en 2013 d'estimer la masse de cet animal à 25 tonnes, sa durée de vie de 31 ans et l'âge de sa maturité sexuelle à 20 ans.

## Classification
Le cladogramme suivant, réalisé par Sander et quinze de ses collègues en 2011, montre la position des Mamenchisauridae au sein des sauropodes :
- Sauropoda
  - Melanorosaurus
  - 
    - Antetonitrus
    - 
      - Vulcanodon 
      - 
        - Spinophorosaurus
        - Eusauropoda
          - Shunosaurus 
          - 
            - Barapasaurus
            - 
              - Patagosaurus 
              - 
                - Mamenchisauridae
                  - Omeisaurus 
                  - Mamenchisaurus

                - 
                  - Cetiosaurus
                  - 
                    - Jobaria
                    - Neosauropoda
                      - Haplocanthosaurus 
                      - Diplodocoidea
                        - Rebbachisauridae
                          - Limaysaurus
                          - Nigersaurus 

                        - 
                          - Dicraeosauridae
                            - Amargasaurus 
                            - Dicraeosaurus 

                          - Diplodocidae
                            - Apatosaurus 
                            - Brontosaurus 
                            - 
                              - Barosaurus
                              - Diplodocus 

                      - Macronaria
                        - Camarasaurus
                        - Titanosauriformes
                          - Brachiosaurus 
                          - 
                            - Phuwiangosaurus
                            - Titanosauria
                              - Malawisaurus
                              - 
                                - Rapetosaurus 
                                - 
                                  - Isisaurus
                                  - 
                                    - Opisthocoelicaudia 
                                    - Saltasaurus